# 格氏三鬚鱈
格氏三鬚鱈為輻鰭魚綱鱈形目江鱈科的其中一種，分布於東大西洋的加納利群島及亞速群島海域，棲息深度20-250公尺，體長可達36公分，為底棲性魚類，以甲殼類為食，罕見，可做食用魚。

## 擴展閱讀
維基物種上的相關：格氏三鬚鱈